# Francesco Squarcione
Francesco Squarcione (ur. ok. 1397, zm. 1468) – włoski malarz, kolekcjoner i pedagog, działający w Padwie.
Według tradycji początkowo zajmował się krawiectwem, w młodości wiele podróżował m.in. po Włoszech i prawdopodobnie do Grecji. Był miłośnikiem antyku i kolekcjonerem, zgromadził duży zbiór starożytnych rzeźb i innych dzieł sztuki. Przed 1440 założył w Padwie słynną na całe Włochy szkołę artystyczną, w której uczyło się według historyka sztuki i malarza Giorgio Vasariego 137 uczniów. Byli to m.in. jego adoptowany syn Andrea Mantegna (ok. 1431, 1506), oraz Carlo Crivelli (1435-1495), Vincenzo Foppa (1427-1516), Francesco Francia (1450-1517), Marco Zoppo (1433–1498), Cosimo Tura (1430-1495) i Bartolomeo Vivarini (1440-1500). W szkole nauczano w języku łacińskim, a nauka opierała się na studiowaniu zgromadzonych przez założyciela zbiorów starożytności.
Wokół postaci Francesco Squarcione zgromadziło się wiele kontrowersji i niejasności, z jednej strony wymieniany jest w dokumentach z epoki jako dobroczyńca artystów i nauczyciel. Z drugiej strony miał on szereg procesów sądowych z uczniami, którzy zarzucali mu bezwzględne wykorzystywanie ich talentu i uzależnienie od siebie dzięki adopcjom i długoterminowym umowom.
Jako malarz Francesco Squarcione, był wzmiankowany w 1429. Jednak o jego pracach niewiele można powiedzieć, gdyż zachowały się tylko dwie jego prace, których autorstwo nie jest kwestionowane. Jest to obraz Madonna z Dzieciątkiem przechowywany w Staatliche Museen w Berlinie i niewielki poliptyk zachowany w Padwie. Niewątpliwie prace te powstały pod wpływem Fra Filippo Lippi i Antonio Vivariniego.